# Parafia Dobrego Pasterza w Bytomiu-Karbiu
Parafia Dobrego Pasterza w Bytomiu-Karbiu – parafia metropolii katowickiej, diecezji gliwickiej, dekanatu Bytom-Miechowice Kościoła katolickiego obrządku łacińskiego w Bytomiu. Parafia została erygowana w 1910 roku.